# Isoetes junciformis
Isoetes junciformis là một loài dương xỉ trong họ Isoetaceae. Loài này được D.F. Brunt. & D.M. Britton mô tả khoa học đầu tiên.
Danh pháp khoa học của loài này chưa được làm sáng tỏ. 